# Barba (anatomia animal)

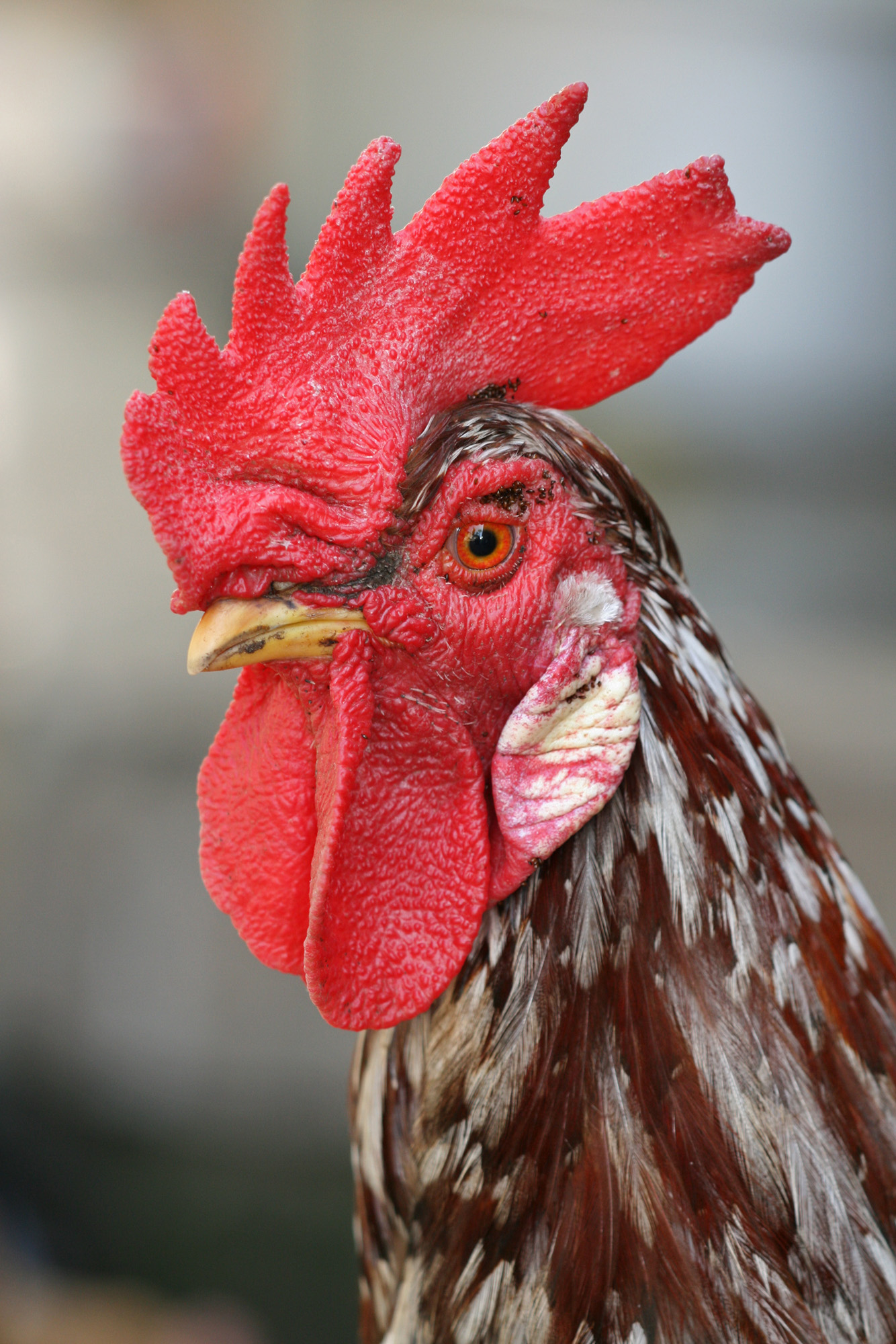
Les barbes del gall pengen del coll

Una barba és una carúncula carnosa que penja de diverses parts del cap o del coll en diversos grups d'aus i mamífers. Una carúncula es defineix com «una petita excrescència, carnosa que és una part normal de l'anatomia d'un animal». Dins d'aquesta definició, les carúncules en aus inclouen les barbes, la papada, les braçolades i lòbuls de les orelles. Les barbes són generalment estructures aparellades, però poden esdevenir com una estructura única quan se la coneix de vegades com una papada. Les barbetes són amb freqüència els òrgans de dimorfisme sexual. En algunes aus, les carúncules són teixit erèctil i poden o no tenir una coberta de plomes.

## Ocells

### Funció
En els ocells, les barbes sovint són un guarniment per festejar les potencials parelles. Les grans barbes estan correlacionades amb alts nivells de testosterona, una bona nutrició i la capacitat d'evadir els depredadors, que al seu torn indica un company amb possibilitats d'èxit. També s'ha suggerit que els òrgans ornamentals com ara les barbes podrien estar associats a gens que codifiquen resistència a malalties. En el faisà, la grandària de les barbes seria un senyal perquè les femelles elegissin els millors mascles.

### Exemples
Els ocells que tenen barbes són:
- Del coll o gola
  - Els ocells de la família dels casuàrids: el casuari del nord, del sud, i nan
  - Gal·liformes (per exemple, galls dindis salvatges, pollastres)[4]
  - Alguns voltors
  - Algun lapwings
  - L'estornell carunculat mascle
  - Algunes aus aquàtiques australianes (Anthochaera spp.)[5]
  - Les aus aquàtiques neozelandeses (Callaeidae), les quals inclouen el kokako, el tieke, i la huia
  - La grua carunculada (Bugeranus carunculatus)
- A sota o al voltant dels ulls
  - El platistèirid africà
  - El jacana sud-americà (Jacana jacana)
  - La fredeluga senegalesa (Vanellus senegallus)
  - Molts faisans mascles
  - El tirà d'ulleres

## Mamífers
Els mamífers que tenen barbes són:
- Moltes cabres domèstiques, tenen una protuberància carnosa que penja a banda i banda del coll.
- Alguns porcs domèstics, com ara el kunekune, porc natiu lituà i el Red wattle, tenen una protuberància carnosa que penja a banda a banda del coll.

## Galeria

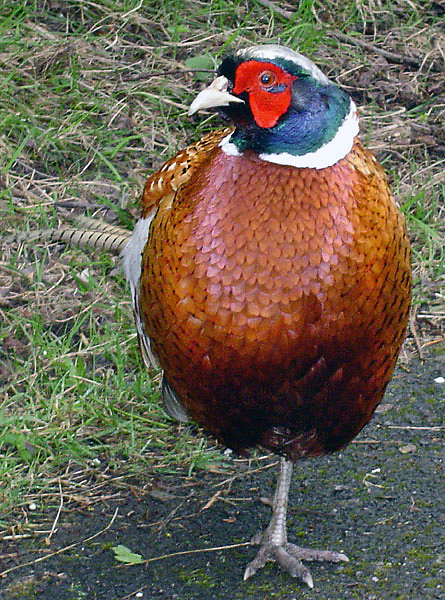
Un faisà comú (Phasianus colchicus) amb barbetes facials de color vermell brillant
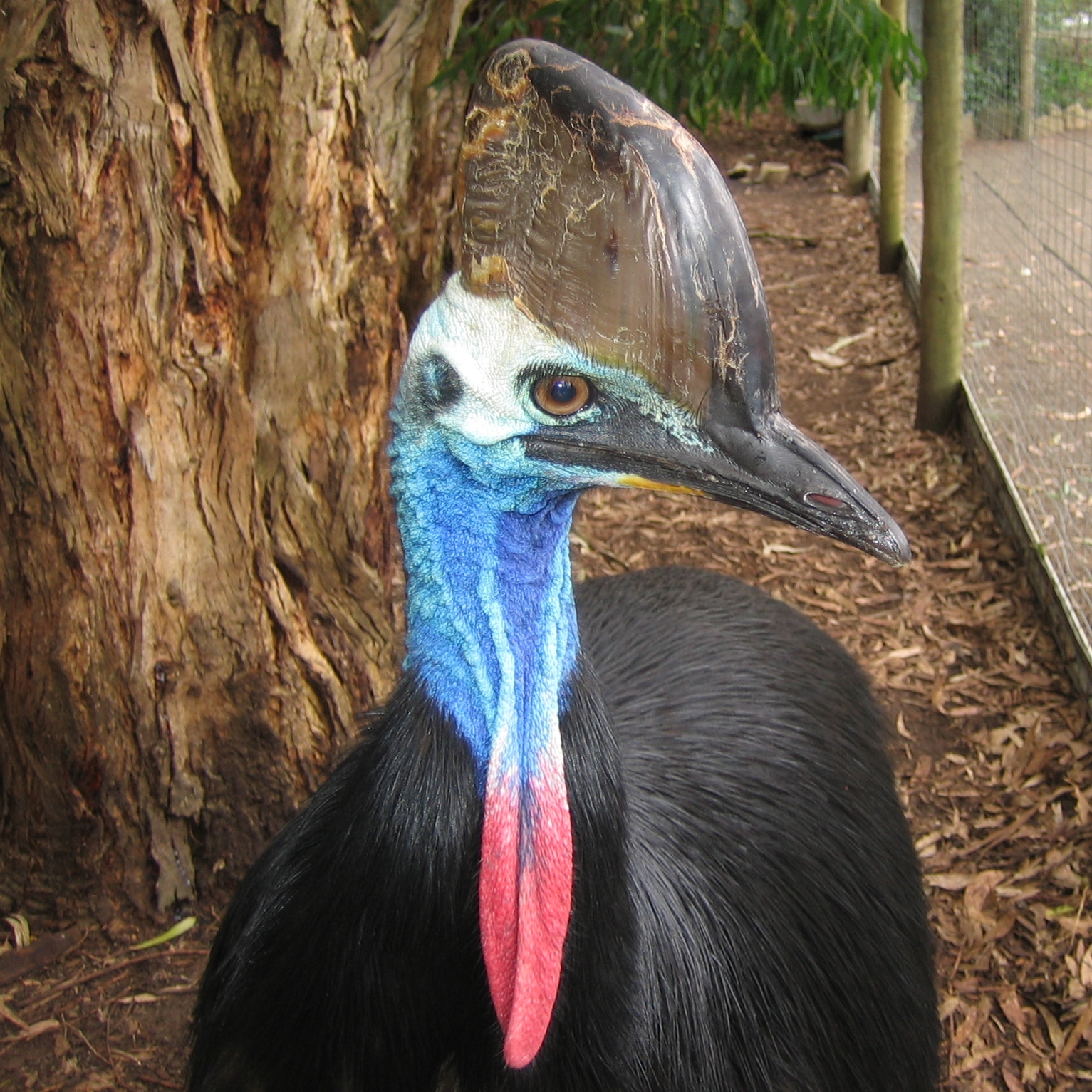
Un casuari meridional amb barbetes dobles que pengen del coll
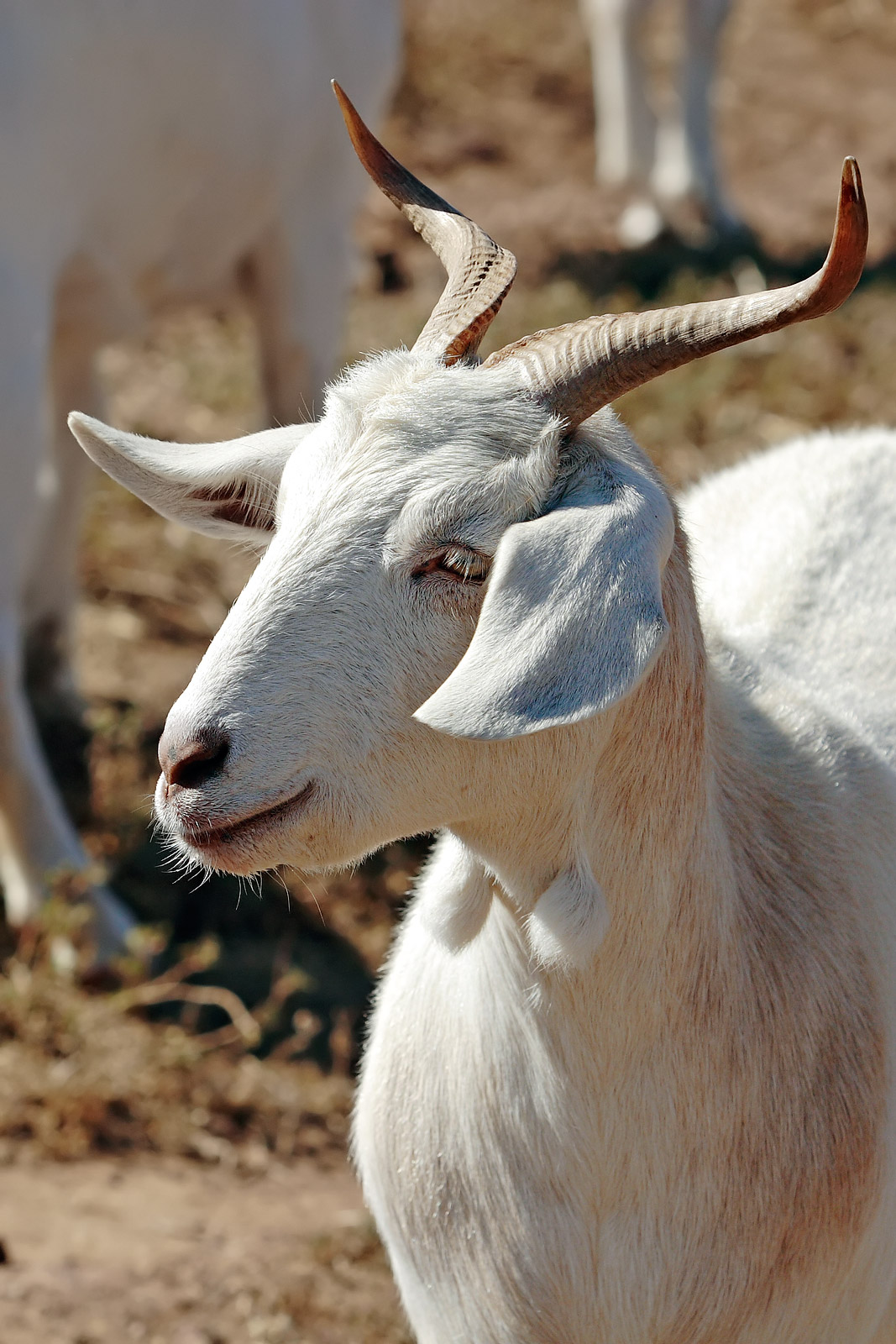
Una cabra amb barbes a la base del coll
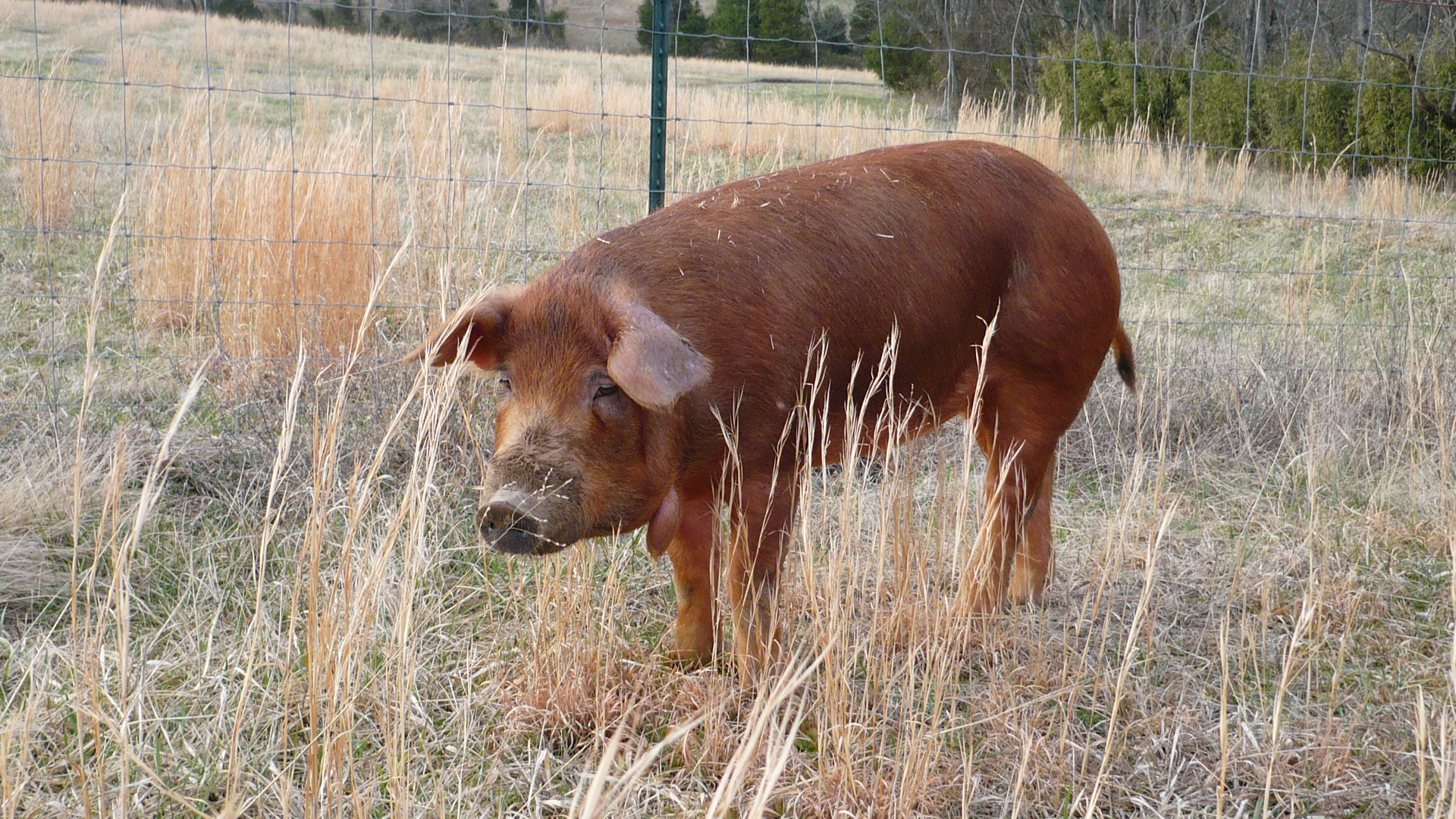
Un porc Red wattle amb les barbes a la base del coll